# NCSM Milltown (J317)
Le NCSM  Milltown (pennant number J317) (ou en anglais HMCS Milltown) est un dragueur de mines de la Classe Bangor lancé pour la Royal Canadian Navy (RCN) et qui a servi pendant la Seconde Guerre mondiale.

## Conception
Le Milltown est commandé dans le cadre du programme de la classe Bangor de 1941-42 pour le chantier naval de Port Arthur Shipbuilding Company de Port Arthur en Ontario au Canada. La pose de la quille est effectuée le 18 août 1941, le Milltown est lancé le 27 janvier 1942 et mis en service le 18 septembre 1942.
La classe Bangor doit initialement être un modèle réduit de dragueur de mines de la classe Halcyon au service de la Royal Navy,. La propulsion de ces navires est assurée par 3 types de motorisation: moteur diesel, moteur à vapeur à pistons à double ou triple expansions et turbine à vapeur. Cependant, en raison de la difficulté à se procurer des moteurs diesel, la version diesel a été réalisée en petit nombre.
Les dragueurs de mines de classe Bangor version canadienne déplacent 683 tonnes en charge normale. Afin de pouvoir loger les chaufferies, ce navire possède des dimensions plus grandes que les premières versions à moteur diesel avec une longueur totale de 54,9 mètres, une largeur de 8,7 mètres et un tirant d'eau de 2,51 mètres. Ce navire est propulsé par 2 moteurs alternatifs verticaux à triple détente alimentés par 2 chaudières à tubes d'eau à 3 tambours Admiralty et entraînant deux arbres d'hélices. Le moteur développe une puissance de 2 400 chevaux-vapeur (1 790 kW) et atteint une vitesse maximale de 16 nœuds (30 km/h). Le dragueur de mines peut transporter un maximum de 152 tonnes de fioul.
Leur manque de taille donne aux navires de cette classe de faibles capacités de manœuvre en mer, qui seraient même pires que celles des corvettes de la classe Flower. Les versions à moteur diesel sont considérées comme ayant de moins bonnes caractéristiques de maniabilité que les variantes à moteur alternatif à faible vitesse. Leur faible tirant d'eau les rend instables et leurs coques courtes ont tendance à enfourner la proue lorsqu'ils sont utilisés en mer de face.
Les navires de la classe Bangor sont également considérés comme exiguës pour les membres d'équipage, entassant 6 officiers et 77 matelots dans un navire initialement prévu pour un total de 40.

## Histoire

### Seconde Guerre mondiale
Le Milltown est mis en service le 18 septembre 1942 à Port Arthur et après son arrivée à Halifax, en Nouvelle-Écosse, le 27 octobre 1942, le navire est affecté à la Halifax Force (Force de Halifax), la force de patrouille et d'escorte locale opérant depuis la ville en décembre. Le Milltown est transféré à la Western Local Escort Force (WLEF) (Force d'escorte locale de l'Ouest) en mars 1943 comme escorte de convoi dans la bataille de l'Atlantique et sert avec eux pendant quelques mois. En juin, le dragueur de mines est transféré à laGaspé Force (Force de Gaspé), le groupe chargé d'escorter les convois dans le golfe du Saint-Laurent et le fleuve Saint-Laurent lors de la bataille du Saint-Laurent.
En novembre 1943, le Milltown retourne à la Halifax Force et reste avec l'unité jusqu'en février 1944. Ce mois-là, le navire se rend en Europe dans le cadre de la contribution du Canada à l'invasion de la Normandie. À son arrivée en mars, le Milltown est affecté à la 31e Flottille de dragage de mines. Pendant le débarquement, le Milltown et ses compagnons dragueurs de mines nettoient et marquent des chenaux à travers les champs de mines allemands menant aux plages d'invasion dans le secteur américain. La 31e flottille de dragage de mines nettoient le chenal 3 le 6 juin. Les Bangors canadiens passent la majeure partie du mois de juin à draguer le chenal 14, la zone élargie qui combine les chenaux d'assaut 1 à 4.
Les dragueurs de mines passent les mois suivants à nettoyer les voies de navigation entre le Royaume-Uni et l'Europe continentale. Vers la fin de 1944, les dragueurs de mines sont également utilisés pour escorter les convois de la Manche. Le Milltown revient au Canada en mars 1945 pour subir un réaménagement à Saint John, au Nouveau-Brunswick. Le carénage se termine en juin et le navire retourne dans les eaux européennes où il reste jusqu'au 21 septembre.

### Après-guerre
Le Milltown rentre au Canada et le 16 octobre 1945, où il est désarmé à Sydney (Nouvelle-Écosse) et mis en rade à Shelburne (Nouvelle-Écosse). En 1946, le dragueur de mines est amené à Sorel, au Québec, et placé en réserve stratégique.
Réactivé en 1952 par la Marine royale du Canada au plus fort de la guerre de Corée, le navire est amené à Sydney et reçoit le nouveau numéro de coque (Pennant number) FSE 194 et est redésigné comme escorte côtière,.
Cependant, le navire ne reprend jamais du service dans la Marine royale du Canada et reste à Sydney jusqu'en 1959. Le Milltown est vendu à Marine Industries en février 1959 et démantelé pour la ferraille à Sorel,

### Honneurs de bataille
- Atlantic 1942-1944
- Normandy 1944

### Participation auxconvois
Le Milltown a navigué avec les convois suivants au cours de sa carrière:
1. Convoi HX 231
2. Convoi HX 235
3. Convoi HX 238
4. Convoi HX 270
5. Convoi HX 275
6. Convoi ON 152
7. Convoi ON 175
8. Convoi ON 179
9. Convoi ON 183
10. Convoi ON 215
11. Convoi ON 217
12. Convoi SC 116

### Commandement
- A/Lieutenant Commander (A/Lt.Cdr.) Jordan Hamilton Marshall (RCNVR) du 18 septembre 1942 au 14 avril 1944
- T/Lieutenant (T/Lt.) Edward Henry Maguire (RCNVR) du 15 avril 1944 au 18 septembre 1944
- T/A/Lieutenant Commander (T/A/Lt.Cdr.) Anthony Hubert Gleadow Storrs (RCNR) du 19 septembre 1944 au 16 octobre 1945

Notes:
RCNR: Royal Canadian Naval Reserve
RCNVR: Royal Canadian Naval Volunteer Reserve 